# Асоціація міжнародного права
Асоціа́ція міжнаро́дного пра́ва (ILA) — неприбуткова організація, яка базується у Великій Британії. Згідно зі своїм статутом, сприяє «вивченню, роз'ясненню та розвитку міжнародного права», а також «поглибленню міжнародного взаєморозуміння та поваги до міжнародного права».

## Загальні відомості
Створена в 1873 році в Брюсселі під впливом пацифістських рухів, які висували вимоги встановлення законності в міжнародних відносинах (для чого вважалося достатнім кодифікувати норми міжнародного права) та організації постійного (обов'язкового) арбітражу для розв'язання суперечок між державами. Архів Асоціації зберігається в Інституті підвищення кваліфікації юристів і містить документи, починаючи з перших років її існування і аж дотепер. До 1895 року мала назву «Асоціація для реформи і кодифікації міжнародного права».
Асоціація міжнародного права об'єднує як окремих осіб (не тільки юристів), які, «незалежно від їхніх поглядів, зацікавлені в поліпшенні міжнародних відносин», так і регіональні асоціації, що входять до Асоціації міжнародного права як її відгалуження. Асоціація міжнародного права має консультативний статус при Організації Об'єднаних Націй з питань освіти, науки й культури (ЮНЕСКО), Міжнародній морській організації, Конференції ООН з торгівлі та розвитку (ЮНКТАД) та низці інших організацій.
Офіційне місцеперебування Асоціації міжнародного права та її керівного органу — Лондон.

## Відділення
Асоціація міжнародного права працює через регіональні відділення, які часто обмежуються лише однією державою. Наразі у світі існує 63 відділення. Якщо в певному регіоні немає відділення, представники громадськості можуть стати членами штаб-квартири Асоціації.

## Асоціація міжнародного права і СРСР
У 1958 році була створена Радянська асоціація міжнародного права, що визнала себе відділенням (відгалуженням) Асоціації міжнародного права. Радянська асоціація проголосила своєю метою
…сприяння розвитку міжнародного права в напрямі зміцнення його принципів і норм, які б допомагали мирному співіснуванню і співробітництву держав незалежно від їхнього суспільного й державного ладу; вивчення міжнародного права і сприяння розвитку науки міжнародного права; ознайомлення через публікації, доповіді, конференції і т. ін. громадськості Рад. Союзу з міжнародним правом; ознайомлення наукових кіл за кордоном з розвитком науки міжнародного права в СРСР.
(ст. 2 Статуту).
Радянська асоціація видавала «Советский ежегодник международного права».